# Бубрежни режањ
Бубрежни режањ је део бубрега који се састоји од бубрежне пирамиде и бубрежног кортекса, односно од нефрона, груписанихоко једне централне тракеи одвода у један сабирни канал.
Видљив је без микроскопа, мада га је лакше видети код људи него код  животиња. Састоји се од многих бубрежних лобула, који се не виде без микроскопа.

## Анатомија
Кора бубрега (лат. cortex renalis) осим што се налази периферније од бубрежних пирамида, такође улази и између њих те их окружује и простире се све до синуса. Будући да садржи Малпигхијева бубрежна телешца која су зрнатог изгледа, у кори бубрега налазе се и завијени делови бубрежних канала. Свака бубрежна пирамида и бубрежна која која их окружује формира бубрежни режањ (лат. lobulus corticales renis).